# Ben Amos
Benjamin Paul "Ben" Amos (født 10. april 1990 i Macclesfield, Cheshire) er en engelsk fodboldspiller der spiller som målmand for Charlton, udlejet fra Bolton Wanderers.
Amos har tidligere spillet for Manchester United. Han skrev under kort tid efter at have forladt Crewe Alexandra. Han fik sin første optræden for Manchester United var på U/18-holdet den 8. oktober 2005, hvor han kom ind som udskifter i stedet for Daniel Rose efter at førstemålmanden Ron.Robert Zieler blev sendt ud i et 2-0-nederlag til Bolton Wanderers. Han var oprindeligt udnævnt til en udskifter, der ikke skulle bruges i 2005-06-sæsonen, men endte med at være den foretrukne på målmandsposten på holdet i 2006-07 efter at have skrevet under på en træningskontrakt i juli 2006.
Han beholdt sin plads på U/18-holdet i 2007-08 og imponerede nok til at blive udtaget til klubbens sommertour til Sydafrika i 2008. På turen spillede Amos ikke, men han var udnævnt til andetvalget af målmænd i alle tre kampe. På ruten tilbage fra Sydafrika, stoppede United kort i Nigeria for at spille mod Portsmouth den 27. juli 2008, hvor Amos kom ind i stedet for Tomasz Kuszczak efter 76 minutter. Han fik sin konkurrencedygtige førsteholdsdebut den 23. September 2008 i en 3-1-sejr hjemme mod Middlesbrough i League Cuppens tredje runde.
I 2010 skiftede han på en lejekontrakt til norske Molde FK.

## Karrierestatistikker
| Klub              | Sæson          | Liga | Liga | Cup | Cup | Liga Cup | Liga Cup | Kontinental | Kontinental | Andre | Andre | Total | Total |
| Klub              | Sæson          | Kmp  | Mål  | Kmp | Mål | Kmp      | Mål      | Kmp         | Mål         | Kmp   | Mål   | Kmp   | Mål   |
| ----------------- | -------------- | ---- | ---- | --- | --- | -------- | -------- | ----------- | ----------- | ----- | ----- | ----- | ----- |
| Manchester United |                |      |      |     |     |          |          |             |             |       |       |       |       |
| 2008–09           | 0              | 0    | 0    | 0   | 1   | 0        | 0        | 0           | 0           | 0     | 1     | 0     |       |
| Total             | 0              | 0    | 0    | 0   | 1   | 0        | 0        | 0           | 0           | 0     | 1     | 0     |       |
| Karriere i alt    | Karriere i alt | 0    | 0    | 0   | 0   | 1        | 0        | 0           | 0           | 0     | 0     | 1     | 0     |